# WrestleDream (2024)
WrestleDream (2024) – druga gala wrestlingu w chronologii cyklu WrestleDream, wyprodukowana przez federację i dla zawodników All Elite Wrestling (AEW). Odbyła się 12 października 2024 w Tacoma Dome w Tacoma w stanie Waszyngton. Podobnie jak w przypadku ubiegłorocznej gali, gala odbyła się na cześć założyciela New Japan Pro-Wrestling (NJPW), Antonio Inokiego, który zmarł 1 października 2022 roku. Emisja była przeprowadzana na żywo za pośrednictwem Triller TV na całym świecie oraz w systemie pay-per-view.
Na gali odbyło się trzynaście walk, w tym cztery podczas pre-show Zero Hour. W walce wieczoru, Jon Moxley pokonał Bryana Danielsona poprzez techniczne poddanie zdobywając AEW World Championship, kończąc pełnoetatową karierę Danielsona w wrestlingu. W innych ważnych walkach, Konosuke Takeshita pokonał poprzedniego mistrza Willa Ospreaya i Ricocheta w three-way matchu, aby wygrać AEW International Championship, a w walce otwierającej Jay White pokonał "Hangman" Adama Page’a. Wydarzenie było również godne uwagi ze względu na powrót Adama Cole’a i MJF-a.

## Produkcja

### Tło
1 października 2022 roku (30 września czasu wschodniego) zmarł Antonio Inoki, założyciel japońskiej promocji wrestlingu New Japan Pro-Wrestling (NJPW). Przed jego śmiercią amerykańska organizacja All Elite Wrestling (AEW) rozpoczęła roboczą współpracę z NJPW na początku 2021 roku. Zaowocowało to corocznym, wspólnie promowanym wydarzeniem AEW x NJPW: Forbidden Door, które po raz pierwszy odbyło się w czerwcu 2022 roku.
Inauguracyjna gala WrestleDream odbyła się 1 października 2023 roku – w pierwszą rocznicę śmierci Inokiego – w Climate Pledge Arena w Seattle w stanie Waszyngton i było to pierwsze PPV AEW, które odbyło się w stanie Waszyngton. Nazwa wydarzenia była nawiązaniem do Inokiego, którego Khan nazwał „największym marzycielem wrestlingu”. 11 kwietnia 2024 roku AEW ogłosiło, że drugie WrestleDream odbędzie się 12 października 2024 roku w Tacoma Dome w Tacoma w stanie Waszyngton, ustanawiając w ten sposób WrestleDream jako coroczne wydarzenie PPV.

### Rywalizacje
WrestleDream będzie oferowało walki profesjonalnego wrestlingu z udziałem wrestlerów należących do federacji All Elite Wrestling. Oskryptowane rywalizacje (storyline’y) kreowane są podczas cotygodniowych gal Dynamite, Rampage oraz Collision. Wrestlerzy są przedstawieni jako heele (negatywni, źli zawodnicy i najczęściej wrogowie publiki) i face’owie (pozytywni, dobrzy i najczęściej ulubieńcy publiki), którzy rywalizują pomiędzy sobą w seriach walk mających budować napięcie. Kulminacją rywalizacji jest walka wrestlerska lub ich seria.

## Wyniki walk
| Nr                                                                   | Wyniki | Stypulacje                                        | Czas  |
| -------------------------------------------------------------------- | --- | ------------------------------------------------- | ----- |
| 1P                                                                   | Brian Cage pokonał Atlantisa Jr. (c) poprzez pinfall | Singles match o ROH World Television Championship | 11:00 |
| 2P                                                                   | Anna Jay pokonała Harley Cameron poprzez pinfall | Singles match                                     | 8:20  |
| 3P                                                                   | The Acclaimed (Anthony Bowens i Max Caster) (z Billym Gunnem) pokonali MxM Collection (Mansoora i Masona Maddena) (z Rico) poprzez pinfall | Tag team match                                    | 11:25 |
| 4P                                                                   | The Conglomeration (Orange Cassidy i Kyle O’Reilly) oraz The Outrunners (Turbo Floyd i Truth Magnum) (z Rockym Romero) pokonali The Dark Order (Alexa Reynoldsa i Johna Silvera) oraz Premier Athletes (Ariyę Daivariego i Tony’ego Nese) (z "Smart" Markiem Sterlingiem, Joshem Woodsem i Evilem Uno) poprzez pinfall | Eight-man tag team match                          | 11:30 |
| 5                                                                    | Jay White pokonał "Hangman" Adama Page’a poprzez pinfall | Singles match                                     | 16:20 |
| 6                                                                    | Mariah May (c) pokonała Willow Nightingale poprzez pinfall | Singles match o AEW Women’s World Championship    | 10:50 |
| 7                                                                    | Jack Perry (c) pokonał Katsuyori Shibatę poprzez pinfall | Singles match o AEW TNT Championship              | 9:20  |
| 8                                                                    | Konosuke Takeshita (z Don Callisem) pokonał Willa Ospreaya (c) i Ricocheta poprzez pinfall | Three-way match o AEW International Championship  | 20:45 |
| 9                                                                    | Hologram pokonał The Beast Mortosa z wynikiem 2–1 | Two out of three falls match                      | 16:40 |
| 10                                                                   | Darby Allin pokonał Brody’ego Kinga poprzez pinfall | Singles match                                     | 12:20 |
| 11                                                                   | The Young Bucks (Matthew Jackson i Nicholas Jackson) (c) pokonali Private Party (Zaya i Quena) poprzez pinfall | Tag team match o AEW World Tag Team Championship  | 15:50 |
| 12                                                                   | Mark Briscoe (c) pokonał Chrisa Jericho (z Big Billem) poprzez pinfall | Singles match o ROH World Championship            | 15:20 |
| 13                                                                   | Jon Moxley (z Mariną Shafir) pokonał Bryana Danielsona (c) poprzez techniczne poddanie | Singles match o AEW World Championship            | 27:00 |
| (c) – mistrz/mistrzyni przed walkąP – walka miała miejsce w pre-show | |                                                   |       |